# Research Triangle Park

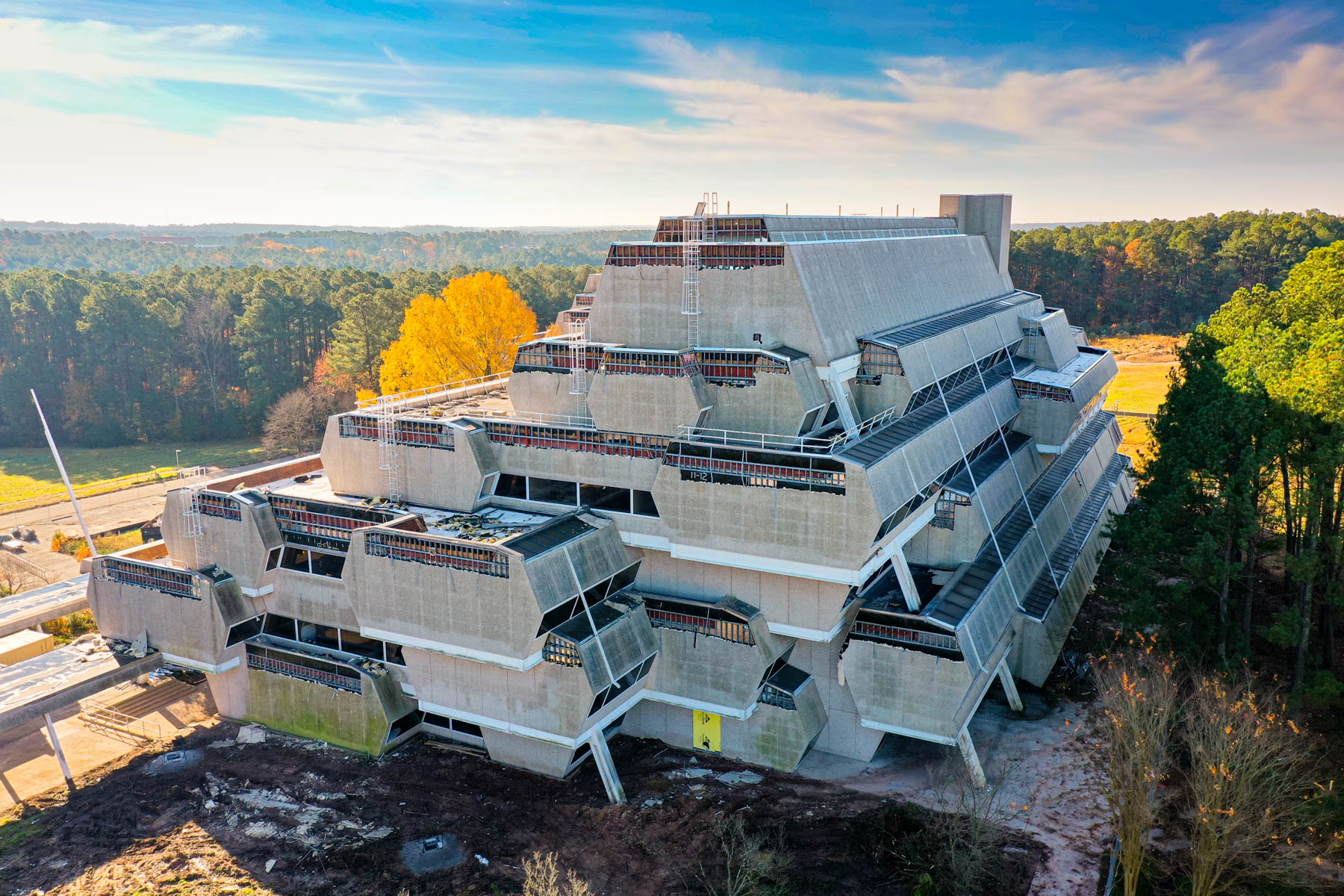
Le bâtiment Elion-Hitchings, bâtiment notable du brutalisme. Construit en 1971, il est en 2020 (photo) déjà partiellement délabré, et sera détruit début 2021.

Le Research Triangle Park est le deuxième pôle d'industries de pointe des États-Unis derrière la Silicon Valley, et le plus grand centre de recherche ou parc scientifique au monde,, référencé en 2013. Ce technopôle a été implanté en Caroline du Nord et fondé dans le cadre de l'implantation de pôles d'industrie de pointe afin de redynamiser le Vieux Sud. Créé en 1959, ce parc s'étend sur 28 km² entre Durham, Raleigh (capitale de l'État), et Chapel Hill (UNC). Il accueille plus de 200 entreprises dont IBM, GlaxoSmithKline et Cisco Systems, et emploie environ 50 000 personnes en recherche et développement, et 10 000 entrepreneurs,.